# Санкт-Агата
Санкт-Агата (нем. Sankt Agatha) — коммуна (нем. Gemeinde) в Австрии, в федеральной земле Верхняя Австрия. 
Входит в состав округа Грискирхен.  Население составляет 2148 человек (на 31 декабря 2005 года). Занимает площадь 32 км². Официальный код  —  40824.

## Политическая ситуация
Бургомистр коммуны — Франц Вайссенбёк (АНП) по результатам выборов 2003 года.
Совет представителей коммуны (нем. Gemeinderat) состоит из 25 мест.
- АНП занимает 17 мест.
- СДПА занимает 6 мест.
- АПС занимает 1 место.
- Партия HEIM занимает 1 место.